# Marc-Antoine-Madeleine Désaugiers
Marc-Antoine Madeleine Désaugiers, född 17 november 1772, död 9 augusti 1827, var en fransk vis- och teaterförfattare, son till Marc-Antoine Désaugiers.
Désaugiers blev efter långa och äventyrliga resor orkesterdirigent i Paris samt medlem och sedan president för klubben Caveau. Han författade ett hundratal vaudeviller och blev 1815 direktör för Théâtre du vaudeville. Han visor blev mycket populära, de är pikanta och återspeglar ett glatt, sorglöst, epikureiskt sinnelag. Hans Chansons et poésies diverses utgavs 1808-16, 1888 utgavs Théâtre de Désaugiers.